# Pflege-Wiki

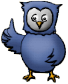
Logo

Das Pflege-Wiki war ein Online-Lexikon, dessen Inhalte von den Besuchern nicht nur gelesen, sondern auch direkt im Webbrowser bearbeitet und geändert werden konnten und Lemmata im Themenbereich von Kinder-, Alten- und Krankenpflege und deren Rahmenbedingungen im Gesundheitswesen umfasste. Es war in Form eines Wikis nach dem Vorbild der Wikipedia aufgebaut.

## Projekte im Web
Das Pflege-Wiki (pflegewiki.de) war das erste deutschsprachige Wiki dieser Art. Es bestand vom 15. August 2004 bis zum 15. August 2012. Es wurde vom „Verein zur Förderung Freier Informationen für die Pflege e. V.“ in Marburg betrieben. Pro Tag gab es gemäß den Angaben des Betreibers im Durchschnitt 2600 Besucher. Im Mai 2006 startete die englischsprachige Version „NursingWiki“, sie wurde mangels Nutzung im Juni 2011 deaktiviert. Die Betreiber des Pflege-Wikis gaben im August 2012 an, dass sie das Projekt als gescheitert ansahen. Bis zum März 2013 war das Pflege-Wiki nur im Lese-Modus verfügbar und nicht bearbeitbar. Ein vorübergehender Relaunch gelang ab März 2013 mit Unterstützung einer regionalen Gruppierung des DBfK. Das Pflege-Wiki hatte im August 2013 über 6.500 Artikel. Seit Mai 2018 wird von der Hauptseite des Pflege-Wikis auf eine Seite mit einem fehlerhaften Wartungshinweis umgeleitet.
Ein noch bestehendes Parallelprojekt ist PflegeABC – Das Pflegewiki für Pflegeschulen, PflegeschülerInnen. Dieses Pflegewiki besteht seit dem 4. November 2012 und bietet im November 2022 über 5.000 Artikel. Dieses Wiki wird vom kommerziellen Anbieter Wikia.com gehostet, der Werbung schaltet, aber nicht in die redaktionelle Arbeit eingreift.

## Rezeption
Im Bereich Pflege wurde Pflegewiki.de in mehreren Ratgebern und als weiterführende Literatur empfohlen.